# Фрідрих Вільгельм Каульбах
Фрідріх Вільгельм Християн Теодор Каульбах (нім. Friedrich Wilhelm Christian Theodor Kaulbach; 8 липня 1822, Бад-Арользен — 17 вересня 1903, Ганновер) — німецький художник. 

## Біографія
Фрідріх Каульбах доводився племінником і учнем (з 1839 року) Вільгельму фон Каульбаху, засновнику знаменитої художньої династії Каульбахов.
Після поїздки у Венецію у 1844 році Фрідріх Каульбах покинув свого вчителя і в період до 1848 року написав свою першу самостійну картину «Адам і Єва знаходять вбитого Авеля». Незабаром Фрідріху Каульбаху була запропонована професура в Мюнхенській академії мистецтв, від якої він, однак, відмовився.
У 1850 році Фрідріх Каульбах відправився в Париж, де написав кілька історичних полотен, а також портретів на замовлення. В 1850 році він отримав замовлення від баварського короля Максиміліана на картину для Максимилианеума «Коронування Карла Великого», який був зроблений у 1861 році.
У 1856 році Каульбах, написав кілька портретів короля Георга V, був призначений придворним художником Ганновера і отримав звання професора університету ганновера. Його портрети користувалися успіхом у місцевої аристократії. Король подарував йому майстерню і будинок, побудований у 1857-1860 рр. ганноверським архітектором Крістіаном Генріхом Траммом. Дочка Каульбаха, письменниця Ісидора Каульбах у своїх спогадах (1931) описала життя в батьківському домі, гостями якого були Йоганнес Брамс, Клара Шуман, Франц Ліст, Йозеф Йоахім, Ернст фон Вильденбрух і Антон Рубінштейн.
Численні портрети, написані Каульбахом, як, наприклад імператриці Австрії Єлизавети, кронпринца Німеччини Альбрехта, графа і графині Штольберг, відрізняються великою кількістю деталей, проте також і властивій тогочасній театральністю, легковажною елегантністю і відсутністю колориту. Найбільше Фрідріху Каульбаху вдавалися жіночі портрети. 
Каульбах був удостоєний золотої медалі Академії мистецтв Берліна і був прийнятий в її дійсні члени. На Всесвітній виставці 1873 році у Відні Фрідріх Каульбах був нагороджений медаллю.
Син Фрідріха Каульбаха, Фрідріх Август, також став художником.

## Галерея

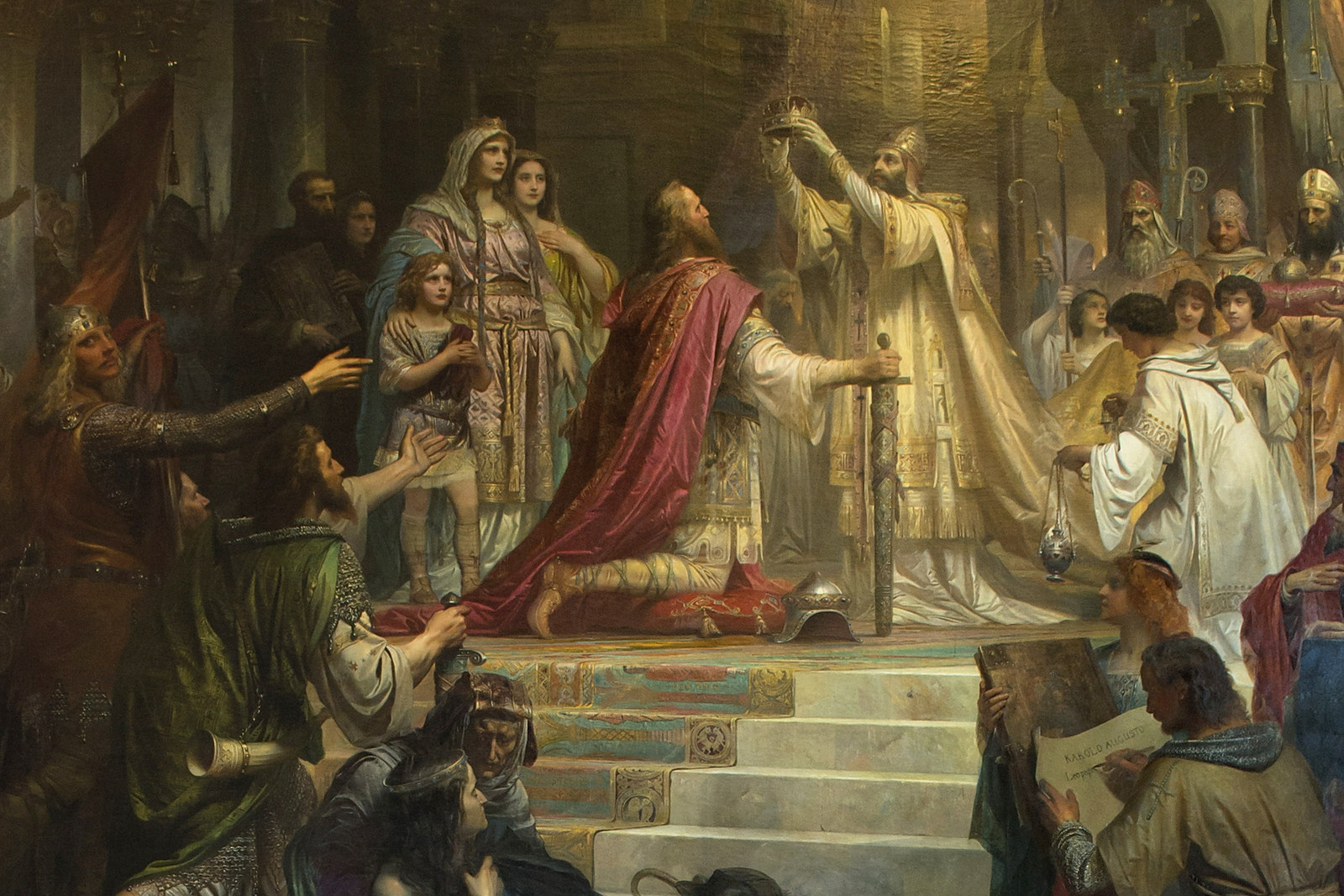
Коронація Карла Великого. 1861. Мюнхен, Максіміліанеум.
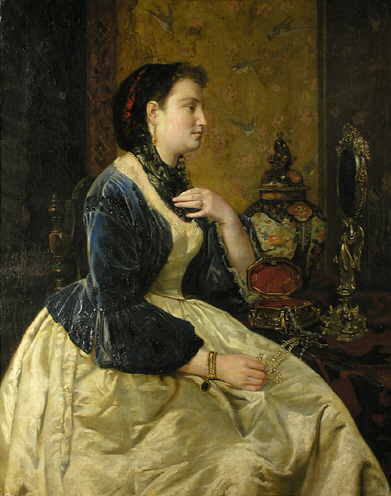
Портрет дами, яка вдягає прикраси.
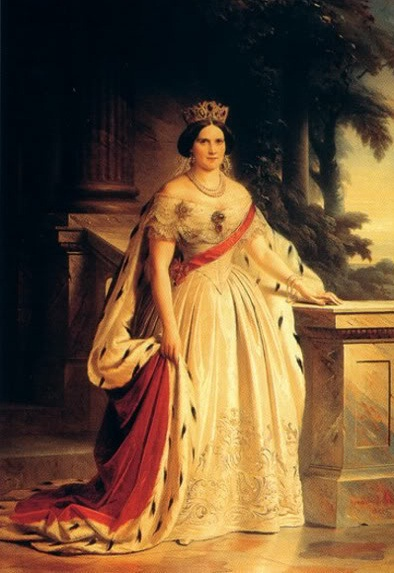
Портрет Августи, великої герцогині Мекленбург-Шверинской.

## Ілюстрації

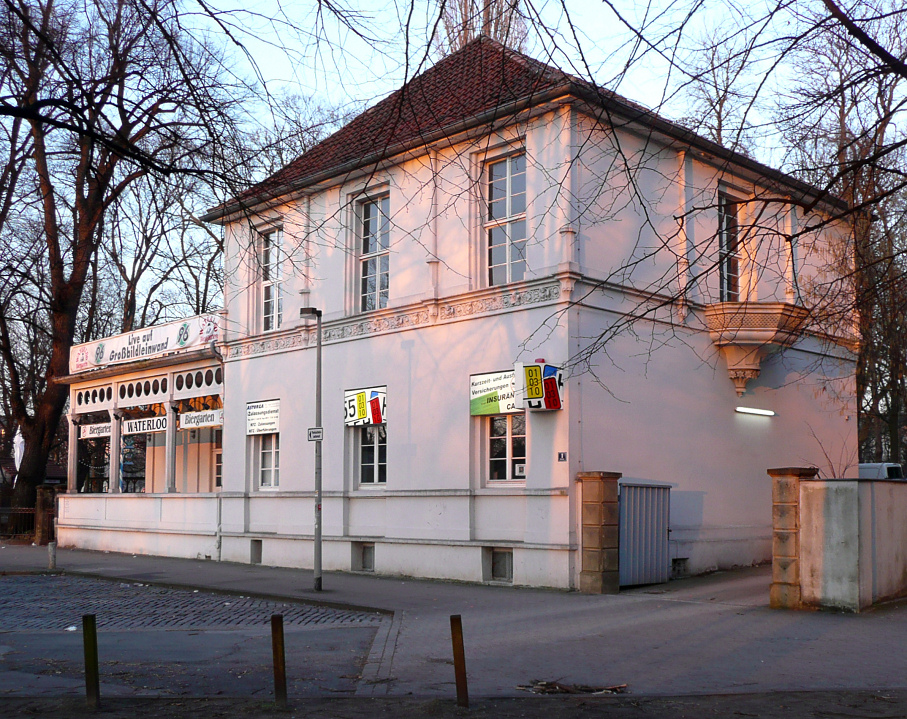
Вілла Каульбаха в Ганновері, яку пізніше успадкувала його дочка, письменниця Ісидора Каульбах.
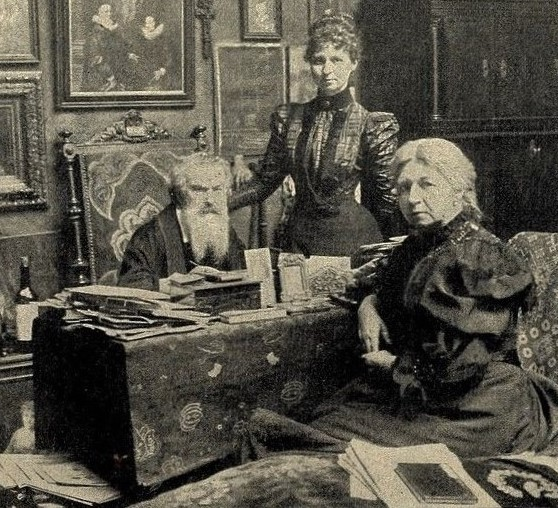
Фрідріх Каульбах в старості, у себе в кабінеті з дочкою і дружиною.